# Popis stanovništva u Bosni i Hercegovini 2013.
Popis stanovništva u Bosni i Hercegovini 2013. sproveden je u periodu od 1. do 15. oktobra 2013, prema stanju na dan 30. septembra 2013. u 24:00 sata, što se smatra referentnim datumom popisa. Popis je trebalo da bude organizovan od 1. do 15. aprila 2013, ali je zbog tehničkih nedostataka zapaženih tokom probnog popisa provedenog 2012. godine, kasnije odgođen za oktobar.

## Organizacija
Popis stanovništva, domaćinstava i stanova je najveće statističko istraživanje čiji je cilj da prikupi osnovne podatke o broju, teritorijalnom rasporedu i sastavu stanovništva prema njegovim demografskim, ekonomskim, obrazovnim, migracijskim i ostalim obilježjima. Takođe, Popisom se prikupljaju podaci o domaćinstvima i stanovima te njihovim obilježjima. Podaci koji se prikupljaju popisom stanovništva koriste se isključivo u statističke svrhe. Povjerljivost svih podataka i informacija iz ovog popisa zaštićena je prema Zakonu o statistici Bosne i Hercegovine i Zakonu o zaštiti ličnih podataka.
Popis 2013. provodi se na osnovu Zakona o popisu stanovništva, domaćinstava i stanova u Bosni i Hercegovini objavljenog u Službenim novinama Federacije BiH, broj 14/12 i Zakona o izmjenama o popisu stanovništva, domaćinstava i stanova u Bosni i Hercegovini 2013. godine (Službeni glasnik BiH br.18/13), kojima se uređuju sadržaj, priprema, organizacija i provođenje Popisa stanovništva, domaćinstava i stanova u BiH 2013. godine, obaveze državnih i drugih organa i organizacija uključenih u Popis, obaveze i dužnosti građana kao davalaca popisnih podataka i lica koja obavljaju poslove popisa, objavljivanje popisnih rezultata i finansiranje popisa.

### Formulari za popis
Podaci o Popisu unose se na formulare, Popisnicu P-1 i Upitnik za domaćinstvo i stan.

## Popisne informacije

### Podaci o stanovništvu
Popisom stanovništva će biti obuhvaćene sljedeće teme:
- mjesto uobičajenog stanovanja,
- ime,
- ime oca ili majke,
- prezime,
- pol,
- datum rođenja i jedinstveni matični broj građana,
- mjesto rođenja,
- prisutnost, dužina i namjera prisutnosti/ odsutnosti u mjestu popisa,
- mjesto stanovanja neposredno po rođenju,
- mjesto stalnog stanovanja osobe u vrijeme popisa iz 1991. godine,
- da li je osoba bila izbjeglica iz Bosne i Hercegovine,
- da li je bila raseljena osoba u Bosni i Hercegovini,
- ima li osoba formalno-pravno status raseljene osobe i namjerava li se vratiti u mjesto iz kojega je raseljena,
- naselje Bosne i Hercegovine iz kojega se osoba doselila i godina doseljenja,
- je li osoba ikada živjela izvan Bosne i Hercegovine godinu i duže,
- mjesec i godina doseljenja i država iz koje se osoba doselila,
- razlozi doseljenja u Bosnu i Hercegovinu,
- zakonsko bračno stanje,
- vanbračna zajednica,
- broj živorođene djece i mjesec i godina njihovog rođenja,
- državljanstvo,
- etnička/nacionalna pripadnost,
- maternji jezik,
- vjeroispovijest,
- pismenost,
- najviša završena škola,
- stečeno zvanje,
- škola koju osoba pohađa,
- trenutni status aktivnosti, položaj u zaposlenosti,
- grana privredne djelatnosti firme (na glavnom poslu),
- zanimanje,
- glavni izvor sredstava za život,
- da li je osoba uzdržavana,
- aktivnost uzdržavatelja,
- mjesto rada odnosno pohađanja škole i učestalost vraćanja u mjesto stalnog stanovanja;
- funkcionalna sposobnost osobe za obavljanje svakodnevnih aktivnosti i uzrok invaliditeta,
- dužina i zemlja boravka u inostranstvu za civilne osobe na privremenom radu i boravku u drugoj državi i mjesto prebivališta u Bosni i Hercegovini za njih i članove njihovih porodica;[3]

### Podaci o domaćinstvima i poljoprivrednim domaćinstvima
U popisu se prikupljaju sljedeći podaci o domaćinstvima:
- ime i prezime osobe na kojoj se vodi domaćinstvo,
- srodnički i porodični sastav domaćinstva,
- naziv naselja, ulica i kućni broj gdje je domaćinstvo nastanjeno,
- osnova po kojoj domaćinstvo koristi stan.[3]

### Podaci o stanovanju
U popisu se prikupljaju sljedeći podaci o stanovima i drugim objektima za stanovanje: 
- vrsta objekta za stanovanje,
- vrsta kolektivnog stana,
- način korištenja stana,
- lokacija stana,
- nastanjenost konvencionalnih stanova,
- broj lica koja tu stanuju,
- sprat na kojem se stan nalazi,
- oblik svojine na stanu,
- površina stana,
- broj soba u stanu,
- površina kuhinje,
- uslovi u kupatilu i toaletu, električna energija, plin i sistem vodosnabdijevanja, instalacije za centralno grijanje i kanalizacioni sistem;
- vrste grijanja,
- glavna vrsta energije koja se koristi za grijanje stana,
- godina izgradnje zgrade,
- vrsta zgrade u kojoj se stan nalazi,
- pretežni materijal nosive konstrukcije zgrade,
- vrsta krovnog pokrova zgrade i stanje u kojem se zgrada nalazi.[3]

## Probni popis 2012.
Probni popis za zvanični Popis stanovništva održan je od 15. do 29. oktobra 2012. u opštinama: Banja Luka (Banja Luka, Šargovac), Bihać (Bihać, Velika Gata), Bijeljina (Bijeljina, Janja), Brčko (Klanac, Donji Brezik, Ograđenovac, Bijeljinska Cesta, Bosanska Bijela), Cazin (Tržačka Raštela), Centar (Sarajevo), Doboj (Doboj, Osječani Gornji), Foča (Foča, Brod), Gacko, Goražde (Goražde, Vitkovići, Zupčići), Mostar (Mostar, Vihovići), Ilidža, Ilijaš (Mrakovo), Istočno Novo Sarajevo (Miljevići), Kakanj, Kozarska Dubica, Livno (Livno, Veliki Guber, Dobro), Lukavac (Krtova), Neum, Novi Grad (Sarajevo), Novo Sarajevo, Orašje (Orašje, Kostrč, Tolisa), Pale, Prijedor (Prijedor, Omarska), Prnjavor (Štivor), Stari Grad (Sarajevo), Šipovo, Široki Brijeg (Široki Brijeg, Kočerin, Oklaji), Teslić (Barići), Travnik (Travnik, Turbe), Trebinje, Tuzla (Tuzla, Dobrinja), Ugljevik, Zenica (Zenica, Banloz) i Zvornik (Donji Lokanj).

## Kontroverze

### Nacionalno izjašnjavanje
Zbog osjetljivosti pitanja o nacionalnoj pripadnosti (pitanje 24 na Popisnici), političke stranke godinama se nisu mogle dogovoriti o provođenju popisa. Bošnjačke su stranke insistirale na tome da se on ne provodi sve dok se ne završi proces povratka izbjeglih i prognanih jer će se u protivnom i zakonski prihvatiti stanje nastalo progonima i ratnim zločinima. Predlagale su i da se popis eventualno provede ali bez izjašnjavanja o nacionalnoj i vjerskoj pripadnosti, ali su se tome odlučno protivile stranke iz Republike Srpske koje su tražile da to izjašnjavanje bude obavezno. Izjašnjavanje o nacionalnoj pripadnosti moguće je samo sa opcijama: Bošnjaci, Hrvati, Srbi, Ne izjašnjava se, te kao Ostali; Opcija Ostali ima mogućnost upisivanja nacionalne pripadnosti popisanog, ali zbog odredbe u Zakona o popisu stanovništva, domaćinstava i stanova u Bosni i Hercegovini, koja određuje da popisni organ mora biti iz područja popisa, političke grupacije u Bosni i Hercegovini smatraju ovu odredbu neprimjerenom. Takođe izjašnjavanje kao Bosanac ili Hercegovac nije predviđeno, što se od nekih vjerskih institucija podržava, kao uskraćivanje prava na nacionalno ime. Na konačnom obrascu, Popisnici P-1, na ovo pitanje navedena je primjedba da na osnovu člana 12. Zakona o popisu popisanik može da se i ne izjasni.

### Religijska pripadnost
U prvoj varijanti formulara Popisa u rubrici 25. navedene su mogućnosti za izjašnjavanje o vjeroispovjesti popisanika: islamska, katolička, pravoslavna, Ne izjašnjava se i opcija Ostali; Opcija ostali ima mogućnost upisivanja pripadnosti nekoj vjeroispovijesti, ali nije postojala opcija Ateist, tako da nereligiozne osobe uopšte nisu imale mogućnost slobodnog izjašnjavanja.
U konačnoj verziji formulara, pored tri vjeroispovijesti (islamska, katolička i pravoslavna), uvedene su i opcije agnostik, ateist i ne izjašnjava se, ali sa primjedbom da po članu 12. Zakona o popisu, popisanik ima pravo da se ne izjasni na ovo pitanje.

### Maternji jezik
Za razliku od odgovora iz rubrike 24. (nacionalna pripadnost) i 25. (vjeroispovjest), po Zakona o popisu stanovništva, domaćinstava i stanova u Bosni i Hercegovini, koja su neobavezna, pitanje iz rubrike 26. o maternjem jeziku je obavezno i ukoliko se na njega ne odgovori, moguća je novčana kazna u iznosu od 100 do 10.000 KM Tako se po preporuci Konferencije evropskih statističara (CES), koja naglašava potrebnu slobodu za pojedinca da ne odgovori na pitanja o etničkoj pripadnosti, religiji ili jeziku; ako je baš interes za tim pitanjem, za jezik se preporučuje postaviti minimum dva odvojena pitanja, jedno o maternjem (prvom), glavnom (jezik kojim se najbolje vlada) ili jeziku koji se najviše govori kod kuće ili na poslu, te drugo pitanje o znanju jezika – sposobnost govora ili pisanje na jednom ili više određenih jezika, ovakva formulacija pitanja smatra neprimjernim.

### Sfera privatnosti
Po članu 11. tačka 2. Zakona o popisu stanovništva, domaćinstava i stanova u Bosni i Hercegovini, moguće je da lične podatke o odsutnim članovima domaćinstva, starijim od 15 godina, može dati punoljetni prisutni član domaćinstva kojem su podaci najviše poznati, što može dovesti do davanja pogrešnih podataka, pogotovo u patrijarhalnim sredinama.

## Rezultati
Preliminarni rezultati popisa biće objavljeni nakon 90 dana od dana završetka popisnih aktivnosti, a sadržavat će podatke o ukupnom broju popisanih osoba te ukupnom broju stanovnika, domaćinstava i stambenih jedinica, na nivou države, entiteta, za Distrikt Brčko, opština i naselja.

### Preliminarni rezultati
|                                | Broj stanovnika | %       |
| ------------------------------ | --------------- | ------- |
| Bosna i Hercegovina            | 3.791.662       | 100,00% |
| Federacija Bosne i Hercegovine | 2.371.603       | 62,55%  |
| Republika Srpska               | 1.326.991       | 35,00%  |
| Brčko Distrikt                 | 93.028          | 2,45%   |

### Konačni rezultati
Objavljivanje konačnih rezultata popisa stanovništva više puta je odlagano zato što zavodi statistike entiteta nisu u saglasnosti sa metodologijom popisa. Zapravo, zavodi RS i FBiH različito gledaju na to koji ljudi se smatraju stalni stanovnici BiH. Prema RS, ljudi koji ne bi ušli u konačne su oni koji žive i rade van BiH, a u njoj su samo rođeni ili provode godišnji odmor. Takva metodologija bi smanjila broj ljudi za nekoliko stotina hiljada, a u saglasnosti je sa metodologijom popisa zapadno evropskih zemalja.
Agencija za statistiku Bosne i Hercegovine objavila je konačne rezultate popisa stanovništva 1.7.2016. na osnovu sporne metodologije po kojoj su u stalno stanovništvo ubrojani i državljani koji više godina žive i rade u inostranstvu što je u suprotnosti sa evropskim statističkim standardima zbog čega Republika Srpska ne priznaje ove rezultate kao relevantne.
Ukupno stanovnika: 3.531.159
Etnički sastav:
- Bošnjaci 1.769.592 (50,1%)
- Srbi 1.086.733 (30,8%)
- Hrvati 544.780 (15,4%)
- ostali: 130.054 (3,7%)

- Etnički sastav Bosne i Hercegovine po naseljima 2013. godine
- Etnički sastav Bosne i Hercegovine po opštinama 2013. godine
- Etnički sastav Bosne i Hercegovine po opštinama 2013. godine

- Etnički sastav Republike Srpske po opštinama 2013.
- Etnički sastav Republike Srpske po opštinama 2013.

- Etnički sastav Brčkog po naseljima 2013. godine
- Etnički sastav Brčkog po naseljima 2013. godine

Jezički sastav:
- Bošnjački 1.866.585 (52,9%)
- Srpski 1.086.027 (30,8%)
- Hrvatski 515.481 (14,5%)
- ostali: 63.066 (1,8%)

- Jezički sastav Bosne i Hercegovine po opštinama 2013. godine
- Jezički sastav Bosne i Hercegovine po opštinama 2013. godine

- Jezički sastav Republike Srpske po opštinama 2013.
- Jezički sastav Republike Srpske po opštinama 2013.

Verski sastav:
- islamska: 1.790.454 (50,7%)
- pravoslavna: 1.085.760 (30,7%)
- katolička: 536.333 (15,2%)
- ostali: 118.612 (3,4%)

- Vjerski sastav Bosne i Hercegovine po opštinama 2013. godine
- Vjerski sastav Bosne i Hercegovine po opštinama 2013. godine

- Vjerski sastav Republike Srpske po opštinama 2013.
- Vjerski sastav Republike Srpske po opštinama 2013.

## Podaci za Republiku Srpsku
Zbog velikog broja nepravilnosti tokom obrade podataka, i prikazanog broja u iznosu od 198.000 fiktivnih stanovnika Republika Srpska je odlučila da objavi sopstvene podatke o broju stanovnika za svoju teritoriju, koji su jedini validni i priznati rezultati od strane vlasti i institucija Republike Srpske. Prema podacima Republičkog zavoda za statistiku u Srpskoj živi 1.170.342 stanovnika od čega 598.530 žena i 571.812 muškaraca. Od popisanog stanovništva 82,95% su se izjasnili kao Srbi, 12,69% kao Bošnjaci, 2,27% kao Hrvati, dok su 1,25% iz reda ostalih. Srba je 970.857, Bošnjaka 148.477, a Hrvata 26.509. Srpskim jezikom govori 982.480 građana Republike Srpske, bošnjačkim 150.221, a hrvatskim jezikom 17.315 građana. Da su pravoslavne vjeroispovjesti izjasnilo se 969.315 građana, islamskih vjernika je 149.435, a katolika 25.763.

## Spoljašnje veze
- Popis 2013 - Zvanična veb stranica (језик: српски) (језик: бошњачки) (језик: хрватски) (језик: енглески)
- Agencija za statistiku Bosne i Hercegovine
- Federalni zavod za statistiku
- Republički zavod za statistiku Republike Srpske
- Preliminarni rezultati popisa po naseljenim mjestima
- РТС (2012): Бошњак или Босанац?
- РТС (2013): БиХ, злоупотреба деце у промоцији пописа?
- Политика (2013): Злоупотреба деце уочи пописа
- Slobodna Evropa (2013): Popis stanovništva u BiH: Slobodno izjašnjavanje o naciji, vjeri i jeziku
- Autonomija (2013): Popis stanovništva u BiH povećao jaz Архивирано на веб-сајту  (8. август 2020)